# Dipriocampe diprioni
Dipriocampe diprioni is een vliesvleugelig insect uit de familie Tetracampidae. De wetenschappelijke naam is voor het eerst geldig gepubliceerd in 1935 door Ferrière.